# 木更津看護学院
木更津看護学院（きさらづかんごがくいん）は、千葉県木更津市にある私立専修学校。運営母体は一般社団法人君津木更津医師会である。2026年3月で閉校する方針が報じられている。

## 沿革
- 1940年（昭和15年）4月 - 木更津町在住の医師で杏林会結成。その付属看護婦・助産婦学校として開校
- 1952年（昭和27年）4月 - 木更津市医員杏林会立木更津准看護婦学校となる。
- 1954年（昭和29年） - 君津郡木更津市医師会立木更津准看護婦学校と設置者・校名変更となる。
- 1960年（昭和35年）7月1日 - 社団法人君津郡木更津市医師会立木更津准看護婦学校と法人組織となる。
- 1981年（昭和56年）1月30日 - 社団法人君津郡木更津市医師会立木更津准看護婦高等専修学校の認可を受ける。
- 2002年（平成14年） - 社団法人君津郡木更津市医師会立木更津准看護師高等専修学校と校名変更。
- 2007年（平成19年）3月 - 新校舎落成(校舎を現在地に新築移転）
- 2007年（平成19年） - 看護師2年課程(通信制)を新設。学校名を社団法人君津木更津医師会木更津看護学院に改称。
- 2015年（平成27年）3月 - 看護師2年課程(通信制)を閉科。
- 2026年（令和8年）3月 - 閉校予定[3]。

## 閉校へ

### 大量自主退学騒動
2022年2月、2021年度に入学した1年生38人のうち4割に当たる15人が自主退学したことが判明する。千葉日報の取材には複数の元生徒が教員によるパワーハラスメントを証言した。
学校を設置する君津木更津医師会は2022年5月6日に第三者委員会第1回会合を開いた。被害を訴える学生と保護者らは「木更津看護学院に正常化を求める会」を結成し、公平中立な調査と公表、休学、退学を余儀なくされたへの救済を求めChange.orgで署名を募った。
2022年10月4日、28,409筆の署名を厚生労働省と文部科学省に提出。10月時点で学校側は大量退学の事実を認めたが、パワーハラスメントについては否定していた。
2022年12月28日、学校側は記者会見を開き、パワーハラスメントを一転認め、ハラスメントが認定された教員2人は近日中に退職、学校長も辞職することを発表した。

### 閉校の方針
2024年までの直近2年の入学者も定員40人に対し半数程度にとどまっており、2026年3月に閉校する方針が報じられた。

## 取得できる資格・免許状
- 准看護師都道府県試験受験資格

## 所在地
- 千葉県木更津市新田三丁目4番30号

## 交通アクセス
- JR木更津駅西口から徒歩15分。